# Цянь Цічень
Цянь Цічень (кит.: 钱其琛; 5 січня 1928 — 9 травня 2017) — китайський державний діяч, дипломат.

## Біографія
Народився в Тяньцзіні, провінція Цзянсу, Китай. Закінчив середню школу при Університеті Датун в Шанхаї.
З 1942 — член Комуністичної партії Китаю.
З 1954 по 1955 — навчався в Центральній школі ВЛКСМ в СРСР.
З 1955 по 1963 — 2-й секретар посольства Китаю в СРСР, заступник завідувача відділу з роботи з китайським студентами в СРСР, завідувач аналітичного відділу Посольства.
З 1963 по 1966 — завідувач департаменту з роботи зі студентами, що навчаються за кордоном при Відділі Міністерства вищої освіти КНР, заступник начальника відділу з закордонних справ при МЗС Китаю.
З 1972 по 1982 — в.о. радника Посольства Китаю в СРСР, посол Китаю в Гвінеї, начальник відділу друку МЗС Китаю.
З 1988 по 1998 — міністр закордонних справ КНР, секретар партійного комітету МЗС Китаю та членом Держради КНР. Заступник прем'єра Держради КНР.
З 1993 — член Політбюро ЦК КПК.
З 2000 — декан факультету міжнародних відносин Пекінського університету.

## Нагороди
- Орден Полярної зірки (Монголія), (2005).
- Орден «Служіння і Честь» I ступеня (МДУ).